# Ecuación en derivadas parciales

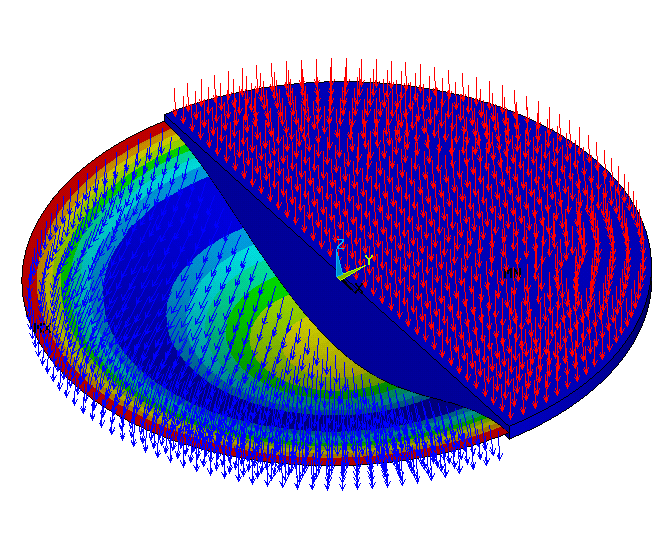
Flexión elástica de una placa circular empotrada en su contorno bajo la acción de una carga vertical distribuida uniformemente, que es solución de la ecuación de Lagrange de placas; la solución mostrada fue obtenida numéricamente mediante Ansys.

Variación del perfil de temperaturas solución de la ecuación del calor en un problema bidimensional

En matemáticas, una ecuación en derivadas parciales (en ocasiones abreviada como EDP) es aquella ecuación diferencial cuyas incógnitas son funciones de diversas variables independientes, con la peculiaridad de que en dicha ecuación figuran no solo las propias funciones sino también sus derivadas. Tienen que existir funciones de por lo menos dos variables independientes. O bien una ecuación que involucre una función {\displaystyle u} de varias variables independientes x, y, z, …, y las derivadas parciales de u respecto de esas variables. Las ecuaciones en derivadas parciales se emplean en la formulación matemática de procesos de la física y otras ciencias que suelen estar distribuidos en el espacio y el tiempo. Problemas típicos son la propagación del sonido o del calor, la electrostática, la electrodinámica, la dinámica de fluidos, la elasticidad, la mecánica cuántica y muchos otros. Se las conoce también como ecuaciones diferenciales parciales. Participaron, al inicio, en su estudio los franceses d'Alembert, Fourier, matemáticos de la época napoleónica.
A menudo se piensa en la función como una "incógnita" que hay que resolver, de forma similar a como se piensa en x como un número desconocido que hay que resolver en una ecuación algebraica como x2 - 3x + 2 = 0. Sin embargo, normalmente es imposible escribir fórmulas explícitas para las soluciones de las ecuaciones diferenciales parciales. Existe, en consecuencia, una gran cantidad de investigación matemática y científica moderna sobre métodos para aproximar numéricamente soluciones de ciertas ecuaciones diferenciales parciales utilizando ordenadores. Las ecuaciones diferenciales parciales ocupan también un amplio sector de la investigación matemática pura, en el que las cuestiones habituales versan, a grandes rasgos, sobre la identificación de características cualitativas generales de las soluciones de diversas ecuaciones diferenciales parciales, tales como existencia, unicidad, regularidad y estabilidad.[cita requerida] Entre las muchas cuestiones abiertas se encuentra la existencia y suavidad de soluciones de las ecuaciones de Navier-Stokes, nombrada como uno de los Millennium Prize Problems en 2000.
Las ecuaciones diferenciales parciales son omnipresentes en campos científicos orientados a las matemáticas, como la física y la ingeniería. Por ejemplo, son fundamentales en la comprensión científica moderna del sonido, el calor, la difusión, la electrostática, el electrodinámica, la termodinámica, la dinámica de fluidos, la elasticidad, la relatividad general y la mecánica cuántica (ecuación de Schrödinger, ecuación de Pauli, etc.). También surgen de muchas consideraciones puramente matemáticas, como la geometría diferencial y el cálculo de variaciones; entre otras aplicaciones notables, son la herramienta fundamental en la demostración de la conjetura de Poincaré de la topología geométrica.
En parte debido a esta variedad de fuentes, existe un amplio espectro de diferentes tipos de ecuaciones diferenciales parciales, y se han desarrollado métodos para tratar muchas de las ecuaciones individuales que surgen. Como tal, por lo general se reconoce que no existe una "teoría general" de las ecuaciones diferenciales parciales, con el conocimiento especializado siendo algo dividido entre varios subcampos esencialmente distintos.
Las ecuaciones diferenciales ordinarias forman una subclase de ecuaciones diferenciales parciales, correspondientes a funciones de una sola variable. Las ecuaciones diferenciales parciales estocásticas y la ecuación no local son, a partir de 2020, extensiones particularmente estudiadas de la noción de "EDP". Temas más clásicos, en los que todavía hay mucha investigación activa, incluyen elíptica y parabólica ecuaciones diferenciales parciales, mecánica de fluidos, ecuación de Boltzmann, y dispersiva ecuaciones diferenciales parciales.

## Introducción
Una ecuación diferencial en derivadas parciales (EDP) para la función {\displaystyle u(x_{1},x_{2},\ldots ,x_{n})\,} tiene la siguiente forma:
{\displaystyle F(x_{1},x_{2},\ldots ,x_{n},u,{\frac {\partial u}{\partial x_{1}}},{\frac {\partial u}{\partial x_{2}}},\ldots ,{\frac {\partial u}{\partial x_{n}}},{\frac {\partial ^{2}u}{\partial x_{1}\partial x_{1}}},{\frac {\partial ^{2}u}{\partial x_{1}\partial x_{2}}},\cdots )=0\,}
donde {\displaystyle \scriptstyle F} es una función lineal de {\displaystyle u\,} y sus derivadas si:

{\displaystyle F(\lambda u+\mu w)=\lambda F(u)+\mu F(w),}

Si {\displaystyle F\,} es una función lineal de {\displaystyle u\,} y sus derivadas, entonces la EDP es lineal. Ejemplos comunes de EDP son la ecuación del calor, la ecuación de onda y la ecuación de Laplace. Una ecuación diferencial en derivadas parciales simple puede ser:
{\displaystyle {\frac {\partial u}{\partial x}}(x,y)=0\,}
donde u es una función de x e y. Esta relación implica que los valores de u(x, y) son completamente independientes de x. Por lo tanto la solución general de esta ecuación diferencial es:

{\displaystyle u(x,y)=f(y),\,}

donde f es una función arbitraria de y. La ecuación diferencial ordinaria (Similar a la EDP, pero con funciones de una variable) análoga es

{\displaystyle {\frac {du}{dx}}=0,\,}

que tiene la siguiente solución

{\displaystyle u(x)=c,\,}

Donde c es cualquier valor constante (independiente de x). Estos dos ejemplos ilustran que las soluciones generales de las ecuaciones diferenciales ordinarias se mantienen con constantes, pero las soluciones de las ecuaciones diferenciales en derivadas parciales generan funciones arbitrarias. Una solución de una ecuación en derivadas parciales generalmente no es única; de tal forma que se tienen que proporcionar condiciones adicionales de contorno capaces de definir la solución de forma única. Por ejemplo, en el caso sencillo anterior, la función f (y ) puede determinarse si u se especifica sobre la línea x = 0.

### Notación y ejemplos
En las ecuaciones diferenciales en derivadas parciales es muy común denotar las derivadas parciales empleando sub-índices (Notación tensorial). Esto es:

{\displaystyle u'_{x}={\partial u \over \partial x},\qquad u''_{xy}={\partial ^{2}u \over \partial y\,\partial x}={\partial  \over \partial y}\left({\partial u \over \partial x}\right)}

Especialmente en la física matemática, se suele preferir el operador nabla (que en coordenadas cartesianas se escribe como {\displaystyle \nabla =(\partial _{x},\partial _{y},\partial _{z})} para las derivadas espaciales y un punto ({\displaystyle {\dot {u}}}) para las derivadas que involucran el tiempo, por ejemplo para escribir la Ecuación de onda (véase más abajo) como
{\displaystyle {\ddot {u}}=c^{2}\Delta u\,} (notación matemática)
{\displaystyle {\ddot {u}}=c^{2}\nabla ^{2}u\,} (notación física)

### Solución general y solución completa
Toda ecuación diferencial en derivadas parciales de primer orden posee una solución dependiente de una función arbitraria, que se denomina usualmente solución general de la EDP. En muchas aplicaciones físicas esta solución general es menos importante que las llamadas soluciones completas, que frecuentemente pueden obtenerse por el método de separación de variables.
Una solución completa es una solución particular de la EDP que contiene tantas constantes arbitrarias independientes como variables independientes intervienen en la ecuación. Por ejemplo la integración de las ecuaciones del movimiento de un sistema mecánico mediante el método basado en la ecuación de Hamilton-Jacobi requiere una integral completa, mientras que la solución general resulta menos interesante desde el punto de vista físico.

### Existencia y unicidad
Si u(x) es una función con derivadas continuas en un conjunto U de Rn es solución única del problema de valor de frontera:
-∆u=f en U
u(x)=h(x) en la frontera de U.
Así mismo, se puede calcular la solución fundamental para la ecuación del calor en dimensión n.
Aunque el asunto de la existencia y unicidad de las soluciones de las ecuaciones diferenciales ordinarias tiene una respuesta muy satisfactoria resumida en el teorema de Picard-Lindelöf, el mismo asunto para las ecuaciones en derivadas parciales está lejos de estar satisfactoriamente resuelto. Aunque existe un teorema general, el teorema de Cauchy-Kovalevskaya, que afirma que para una EDP, que es analítica en la función incógnita y sus derivadas, tiene una única solución analítica. Aunque este resultado que parece establecer la existencia y unicidad de la soluciones, aparecen ejemplos de EDP de primer orden cuyos coeficientes tienen derivadas de cualquier orden (aunque sin ser analíticas) pero que no tienen solución. Incluso si la solución de una EDP existe y es única, ésta puede tener propiedades indeseables.
Un ejemplo de comportamiento patológico es la secuencia de problemas de Cauchy dependientes del parámetro n para la ecuación de Laplace:

{\displaystyle {\frac {\partial ^{2}u}{\partial x^{2}}}+{\frac {\partial ^{2}u}{\partial y^{2}}}=0,\,}

con condiciones iniciales

{\displaystyle u(x,0)=0,\qquad {\frac {\partial u}{\partial y}}(x,0)={\frac {\sin nx}{n}},\,}

Donde n es un entero. La derivada de u con respecto a y se aproxima a 0 uniformemente en x a medida que n se incrementa, pero la solución es:

{\displaystyle u(x,y)={\frac {(\sinh ny)(\sin nx)}{n^{2}}}.\,}

Esta solución se aproxima a infinito si nx no es un entero múltiplo de π para cualquier valor de y. El problema de Cauchy para la ecuación de Laplace se denomina mal propuesto o mal definido, puesto que la solución no depende continuamente de los datos del problema. Estos problemas mal definidos no son usualmente satisfactorios para las aplicaciones físicas.

## Clasificación de las EDP de segundo orden
Las EDP de segundo orden se clasifican habitualmente dentro de cinco tipos de EDP que son de interés fundamental; a continuación se dan ejemplos de estos cinco tipos:
| Ecuación                                                                   | Nombre    | Tipo        |
| -------------------------------------------------------------------------- | --------- | ----------- |
| {\displaystyle \nabla ^{2}u=0}                                             | Laplace   | Elíptica    |
| {\displaystyle \nabla ^{2}u=f}                                             | Poisson   | Elíptica    |
| {\displaystyle {\frac {\partial ^{2}u}{\partial t^{2}}}=c^{2}\nabla ^{2}u} | Onda      | Hiperbólica |
| {\displaystyle {\frac {\partial u}{\partial t}}=k\nabla ^{2}u}             | Difusión  | Parabólicas |
| {\displaystyle \nabla ^{2}u=ku}                                            | Helmholtz | Elíptica    |

Con mayor generalidad, si se tiene una ecuación de segundo orden del tipo:

(*){\displaystyle Au_{xx}+2Bu_{xy}+Cu_{yy}+Du_{x}+Eu_{y}+F=0\quad }

Con estos coeficientes se monta la siguiente matriz:

{\displaystyle Z={\begin{bmatrix}B&A\\C&B\end{bmatrix}}}

En función del determinante la ecuación (*):
- se dice que es elíptica si la matriz Z tiene un determinante menor a 0.
- se dice que es parabólica si la matriz Z tiene un determinante igual a 0.
- se dice que es hiperbólica si la matriz Z tiene un determinante mayor a 0.

Nombres de objetos de la geometría analítica y se llaman cónicas.

## EDP de orden superior
Si bien las EDP de segundo orden se aplican a una inmensa cantidad de fenómenos físicos; otra cantidad menor de procesos físicos hallan solución en EDP de órdenes superiores, como ejemplos podemos citar:
- Flexión mecánica de una placa elástica:

{\displaystyle {\frac {\partial ^{4}w}{\partial x^{4}}}+2{\frac {\partial ^{4}w}{\partial x^{2}\partial y^{2}}}+{\frac {\partial ^{4}w}{\partial y^{4}}}={\frac {q(x,y)}{D}}}

- Vibración flexional de una viga:

{\displaystyle {\frac {\partial ^{2}}{\partial x^{2}}}\left[EI{\frac {\partial ^{2}y}{\partial x^{2}}}\right]+\rho A{\frac {\partial ^{2}y}{\partial t^{2}}}=p(x,t)}

- Ecuación de Korteweg-de Vries, que tiene soluciones de tipo solitón,

{\displaystyle {\frac {\partial v}{\partial t}}+v{\frac {\partial v}{\partial x}}+\mu {\frac {\partial ^{3}v}{\partial x^{3}}}=0}